# Киевлянин (газета)

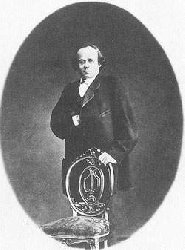
Основатель и первый редактор газеты «Киевлянин» Виталий Шульгин

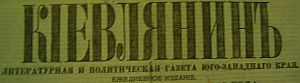
Заголовок газеты «Киевлянин»

«Киевля́нин» (рус. дореф. «Кіевлянинъ») — русскоязычная частная газета поначалу умеренно-либерального, а затем консервативного монархического толка, издававшаяся в Киеве с 1 (13) июля 1864 по 3 (16) декабря 1919 года. Газета выходила три раза в неделю с 1864 по 1879 год, затем — ежедневно (за исключением нескольких периодов, связанных с событиями Гражданской войны в России). По оценке М. О. Меньшикова, газета была одной из самых влиятельных в Юго-Западном крае и одной из лучших провинциальных газет во всей Российской империи.

## История существования

### Основание
Основателем газеты и первым главным редактором был профессор Киевского университета Св. Владимира, историк В. Я. Шульгин. Выбор пал на него, так как, благодаря его преподавательской и общественной деятельности, его фигура была очень известна в Киеве. Его публичные лекции посещали влиятельные сановники Киева, в том числе и генерал-губернатор Киевской, Подольской и Волынской губерний Н. Н. Анненков, который и предложил В. Я. Шульгину взяться за издание газеты, которая бы финансировалась правительством и выражала бы правительственную линию. В. Я. Шульгин согласился лишь после того, как была утверждена его программа.

… в основание «Киевлянина» легли материальные средства, данные правительством, до известной степени он может считаться органом местной власти, … но «Киевлянин» перестанет быть органом администрации, коль скоро администрация эта станет выражением не интересов русского общества, но какой бы то ни было партии.— Кіевлянинъ. 1. VII. 1864 г.

### Первые годы существования
Спустя какое-то время «Киевлянин» перешёл в руки В. Я. Шульгина. Граф С. Ю. Витте полагал, что благодаря публицистическому таланту, В. Я. Шульгин сумел сделать «Киевлянин» настолько популярным, что это позволило газете полностью отказаться от правительственных субсидий и стать частной газетой.
Благодаря своему статусу и поддержке со стороны администрации, «Киевлянин», ориентированный на солидных читателей, выпускался основательно и на хорошей бумаге. Газета боролась с украинским «сепаратизмом», была самой читаемой в Юго-Западном крае и находила широкое распространение не только в консервативных и чиновничьих, но и в умеренно-либеральных кругах. Несмотря на свой официальный статус, газета нередко критиковала администрацию, сообщала читателям о фактах злоупотреблений чиновничества.
В. Я. Шульгин умер на своём посту главного редактора «Киевлянина», успев выпустить последний в 1878 году номер газеты, но не сумев из-за болезни просмотреть его корректурный оттиск, как он имел привычку делать это на протяжении многих лет.
С 1879 г. преемником В. Я. Шульгина стал профессор права Университета св. Владимира Д. И. Пихно. Женившись на вдове В. Я. Шульгина — Марии Константиновне, он стал и издателем газеты. Под его руководством «Киевлянин» стал ежедневной газетой. При новом редакторе-издателе коллектив газеты отличался редкой корпоративной сплочённостью. Наборщики работали по 20—30 лет. Рабочим типографии предлагалось за счёт издателя проводить один летний месяц в году на отдыхе в личном имении Д. И. Пихно.

### Конец XIX века
В 1890-е годы «Киевлянин» стал одной из крупнейших газет в России, её тираж составлял от 2 до 5 тыс. экземпляров.
Помимо политических материалов и новостей Юго-Западного края и России в целом «Киевлянин» регулярно публиковал литературные очерки и эссе, полемические заметки, предложения по реорганизации хозяйственной и общественной жизни реформаторского характера.
В 1898 г. в «Киевлянине» была впервые опубликована повесть Александра Куприна «Олеся». С 1880-х по 1903 год постоянным театральным обозревателем газеты был театральный критик И. В. Александровский (псевдоним Из. Альский).

### Начало XX века
По утверждению писателя Марка Касвинова, «Киевлянин» был в числе немногих газет, которые «преимущественно» читал Николай II.
Реакцией на Революцию 1905 года стало резкое «поправление» «Киевлянина». С осени того же года в «Киевлянине» стал печататься сын В. Я. Шульгина и пасынок Д. И. Пихно В. В. Шульгин, ставший впоследствии, после смерти Д. И. Пихно, главным редактором «Киевлянина». Газета не являлась органом какой-либо организации, однако её руководство и ведущие сотрудники входили в состав Киевского клуба русских националистов и Киевского отделения Всероссийского национального союза, газета фактически стала рупором данных организаций. Вместе с тем, она группировала вокруг себя членов киевского отдела «Союза русского народа». Независимость газеты подтверждали характеристики, данные ей Временным киевским комитетом по делам печати в 1908 и 1910 гг. — «не примыкает вполне ни к одной из существующих монархических организаций», «независимый орган национально-монархического направления, ближе всего примыкающий к программе клуба русских националистов».
Вопреки расхожему мнению, что в газете регулярно печатались материалы антисемитского характера, Д. И. Пихно не только осуждал погромы и процесс против Дрейфуса во Франции, но и опубликовал в 1912 г. первую статью (уволенного следователя Н. Красовского), разоблачающую фальсификации в «деле Бейлиса». Последовательную линию на защиту Бейлиса газета вела и во время процесса (октябрь 1913), когда во главе её стоял уже В. В. Шульгин. При этом номер от 27 сентября 1913 г. с его передовицей, обвиняющей прокурора Киевской судебной палаты в давлении на следствие, был конфискован. Корреспонденты столичных газет передали передовицу «Киевлянина» в свои редакции по телеграфу, но в столицах не решились её напечатать. Сам Шульгин за эту статью в январе 1914 г. был отдан под суд.
После 1913 года в газете стало заметно влияние идей А. И. Савенко и обновлённого Киевского клуба прогрессивных русских националистов. Как вспоминал об этом периоде существования газеты киевский адвокат А. А. Гольденвейзер «Киевлянин»:

…существовал только благодаря публицистическому таланту своего нового редактора… Его статьи во время дела Бейлиса, а также во время войны, читались всеми, правыми и левыми… <к сожалению> … неудержимый антисемитизм и непримиримая позиция во всех национальных вопросах сделали газету представителем только крайне правого крыла киевского населения, <которое впрочем> … именно в Киеве всегда составляло довольно крупную величину.— Гольденвейзер А. А. Из киевских воспоминаний. Архив русской революции. Т. 6. С. 173—174.

#### Газета как семейное предприятие Шульгиных
В бытность В. В. Шульгина главным редактором вся повседневная редакционная работа исполнялась членами семьи Шульгиных. Основная повседневная работа лежала на сестре В. В. Шульгина — Павле Витальевне. Она занималась всей хозяйственной деятельностью и частью литературной работы. Сам В. В. Шульгин вёл редакционную политику и занимался написанием передовиц. Его жена — Екатерина Григорьевна (в девичестве Градовская) — писала статьи на политические темы и вела рубрику «Впечатления». Её сестра — Софья Григорьевна — была корректором и секретарём редакции. Её муж — Константин Иванович Смаковский — вёл популярную рубрику «Воскресные беседы». Сын Павлы Витальевны — Филипп Могилевский — вёл различные рубрики и писал статьи. Тёща В. В. Шульгина — Евгения Григорьевна Градовская — заведовала экспедицией газеты (продажей и подпиской). Как впоследствии вспоминал В. В. Шульгин: 

В 1917 году «Киевлянин» держался на моих передовицах и на энергии Лины (Павлы) и моей жены Екатерины Григорьевны. Политические статьи последней имели успех, они были полегче, чем мои, и более прочувственные. Екатерина Григорьевна подписывалась «А. Ежов». Почему? Не знаю…

### Революции 1917 года
С началом Русской революции «Киевлянин» выступал против революции и украинского сепаратизма. Киевлянин стал рупором «Внепартийного блока русских избирателей», показавшего своё влияние на выборах в Киевскую городскую думу, во Всероссийское и Украинское учредительные собрания. Тогда же появились требования о закрытии газеты и реквизиции типографии в пользу иных лиц. О первом подобном требовании сообщала украиноязычная газета «Нова рада», рассказавшая о митинге рабочих мастерских Юго-Западных железных дорог, состоявшемся 31 июля 1917 г. и постановившем газету закрыть за «натравливание одной части населения на другую», арестовать редактора, а типографию реквизировать в пользу Центрального комитета этой дороги.
Выпуск газеты был впервые за всю её историю приостановлен с 30 августа по 2 сентября 1917 г. по решению «Киевского комитета по охране революции» а её редактор был арестован, в связи с выступлением Л. Г. Корнилова. Позже помещение типографии и редакции было временно захвачено украинскими властями, затем — большевиками.
Во время проведения упомянутых выборных кампаний издатели газеты, борясь за голоса для «Блока русских избирателей», отказывались, несмотря на инфляцию, повышать на неё цену. Число подписчиков газеты сильно выросло, но образовался и долг в сто тысяч рублей. Долг газеты погасили сочувствовавшие её взглядам киевляне. «Блок русских избирателей» на всех выборах добился несомненных успехов — так, на выборах в Киевскую городскую думу кандидаты от «Блока» заняли третье место, уступив только «украинцам» и большевикам, а на выборах в Украинское учредительное собрание «Блок» смог провести единственного депутата от города Киева — им стал редактор «Киевлянина» В. В. Шульгин.
С 1 по 18 ноября 1917 г. газета не выходила, так как В. В. Шульгин, опасаясь, что в результате прихода к власти в Киеве сепаратистски настроенной Центральной рады газета будет закрыта, выехал на Дон, где попытался организовать издание газеты. Инициатива эта, впрочем, на нашла поддержки у донских руководителей и генерала М. В. Алексеева, которые опасались, что слишком категоричные лозунги «Киевлянина» не будут приняты казачеством, и Шульгин вернулся в Киев.

### Во время Гражданской войны в России

#### При правительстве УНР
Вскоре после начала военных действий между Советской Россией и Украинской народной республикой Киев был взят советскими войсками. С 18 по 22 января 1918 года, во время осады Киева, газета не выходила. 23 и 24 января вышли, соответственно, номера 14 и 15, каждый из них на единственном листе, после чего газета не выходила месяц. Со вступлением советских войск в город главный редактор был арестован.

#### Во время немецкой оккупации
Спустя месяц войска Центральных держав оккупировали практически весь Юг России, причисленный к Украине. В передовице экстренного выпуска «Киевлянина», № 16, от 25 февраля 1918 года В. В. Шульгин объявил, что газета прекращает выпуск в знак протеста против немецкой оккупации и не возобновит свою работу до тех пор, пока продолжается война между Центральными державами и Антантой (союзниками бывшей Российской империи в войне). При этом, говоря о немецком порядке как об антиподе русской революции, Шульгин писал:

Так вот поздравляем вас, господа революционеры! Немцы принесли этот порядок на своих штыках… и прежде всего, приводя в действие железные дороги, приказали вымыть и выместь до чиста наш несчастный киевский вокзал, эту эмблему современной культуры, которую вы столько времени пакостили во славу демократических принципов. Чистота и опрятность! Есть ли начало более враждебное грязью венчанной русской революции?
Показательно, что в воспоминаниях современников вход немецких войск в Киев и статья в «Киевлянине» слились в единое событие, хотя в действительности экстренный выпуск вышел спустя девять дней после занятия города немцами.
Такая позиция «Киевлянина» привлекла к газете повышенное внимание. Немецкая оккупационная администрация, через третьих лиц, обращалась к руководству газеты с просьбой возобновить выпуск газеты, с напутствием «…пусть пишет, что хочет, но только пусть пишет» — молчание «Киевлянина» было более неприятно для немецкой администрации, чем даже его критические статьи. Но Шульгин остался непреклонным. Во время немецкой оккупации «Киевлянин» не выходил.
Коллектив редакции «Киевлянина» в полном составе (за исключением главного редактора) перешёл в новую газету «Голос Киева», которая стала выходить с 1 апреля 1918 г., так что можно говорить, что «Киевлянин» был возрождён в этом издании. Самого В. В. Шульгина «негласно» замещала сестра П. В. Могилевская. Жена В. В. Шульгина, Екатерина Григорьевна, которая также была публицистом и издателем «Киевлянина», так же работала в «Голосе Киева». Газета выступала против большевизма и украинского сепаратизма, но обходила молчанием вопрос о Добровольческой армии.

#### При власти ВСЮР
В августе — декабре 1919 года во время нахождения в Киеве Вооружённых сил Юга России В. В. Шульгин восстановил газету. Она не была официальным органом Добровольческой армии, но командование настолько доверяло редакционной политике, что газета была освобождена от цензуры.
В первом номере газеты, вышедшем 21 августа (3 сентября) 1919 года, была напечатана редакционная статья, написанная Шульгиным, «Они вернулись», в которой он писал: «Да, этот край русский. Мы не отдадим его — ни украинским предателям, ни еврейским палачам, залившим его кровью», и «Обращение А. И. Деникина к малороссийскому народу», автором которого также был главный редактор «Киевлянина», согласно его собственному утверждению (хотя сам Деникин утверждал, что Обращение составлялось «при близком участии проф. Новгородцева», а Шульгина в качестве его автора или даже соавтора не упоминал). Этот номер газеты можно было «достать только после долгого стояния в очереди». В этом же номере газеты была напечатана ещё одна статья Шульгина — «Мне отмщение и аз воздам», в которой писалось: «суд над злодеями должен быть суровым и будет таковым, но самосуд недопустим». Объективно это было предостережение против еврейских погромов. Однако в последовавшие затем дни «тихого погрома» в Киеве, осуществлявшегося по ночам неуправляемыми добровольцами, 8 октября 1919 года опубликовал в «Киевлянине» печально знаменитую статью «Пытка страхом», ставшую манифестом идейного антисемитизма, перекладывающую вину за погромы на самих евреев, и в которой писалось, что автор понимает мотивы и чувства погромщиков, так как евреи составляли, по его мнению, основу большевистской власти. Это способствовало росту погромных настроений. Однако, спустя некоторое время, «Киевлянин» начал печатать статьи, осуждающие еврейские погромы, которые считал губительными для Белого дела.
Газета постоянно выступала с осуждением грабежей и разъясняла полезность для общества, в противоположность большевистской пропаганде, «мешочников» и «спекулянтов», которые в условиях свободной торговли обеспечивали город продовольствием и другими товарами.
«Киевлянин» был единственной газетой, выходившей в Киеве в последние дни власти ВСЮР. До последнего момента газета убеждала киевлян, что Киев можно удержать, если только «по-настоящему» захотеть это сделать. Последний (83-й) номер газеты вышел уже тогда, когда белые части оставили город. В тот момент тираж «Киевлянина» достиг 70 тыс. экземпляров. Как вспоминал об этом его главный редактор: 

В этом было своего рода утешение: если завтра ему предстояло замолчать «на века», то всё же в виде эпитафии можно было бы сказать: «Он погиб в расцвете своей популярности».— Шульгин В. В.
Всего газета издавалась с 21 августа (3 сентября) до 3 (16) декабря 1919 года. В этот период «Киевлянин» был одной из немногих киевских газет, твёрдо стоящей на монархических и русских национальных позициях и был выразителем устремлений той части общества, которая отвергала большевизм и украинский сепаратизм и мечтала о восстановлении «Великой и неделимой России» — «непримиримых», как их называл И. Г. Эренбург.

### Планы по возрождению издания в эмиграции
Около 1925 года В. В. Шульгин планировал наладить выпуск газеты «Киевлянин за границей». Сохранились черновики содержания первых семи номеров газеты. В. В. Шульгин намеревался печатать в ней свои собственные статьи, а также главы из его вышедших накануне и находящихся в процессе написания мемуаров. Намерение не удалось реализовать. Надо полагать, что по причине отсутствия издателя.

## Редакторы и издатели газеты
- 1864—1878 гг. — редактор-издатель проф. истории В. Я. Шульгин (до самой смерти).
- 1878—1879 гг. — редактор Б. Н. Сторожевский.
- 1879—1883 гг. — супруга В. Я. Шульгина, а после его смерти — супруга Д. И. Пихно — М. К. Пихно (Шульгина) (до самой смерти в 1883 году)
- 1879—1907 гг. — редактор-издатель проф. политической экономии Д. И. Пихно.
- 1907—1910 гг. — редактор М. М. Ващенко-Захарченко, издатели — «Наследники М. К. Пихно».
- 1911—1913 гг. — редактор К. И. Смаковский[1], издатели — «Наследники М. К. Пихно».
- 28 сентября (11 октября) 1913 г. — 7 (20) января 1917 г. — редактор В. В. Шульгин
- 8 (21) января — 4 (17) июня 1917 г. — редактор К. И. Смаковский, издатели В. В. Шульгин и его сестра П. В. Могилевская
- 6 (19) июня — 8 (21) июля 1917 г. — редактор П. В. Могилевская, издатели В. В. Шульгин и П. В. Могилевская
- 9 (22) июля 1917 г. — 25 февраля (10 марта) 1918 г. — редактор В. В. Шульгин, издатели В. В. Шульгин и П. В. Могилевская
- 21 августа (3 сентября) — 3 (16) декабря 1919 г. — редактор В. В. Шульгин, издатели В. В. Шульгин и П. В. Могилевская

## Месторасположение

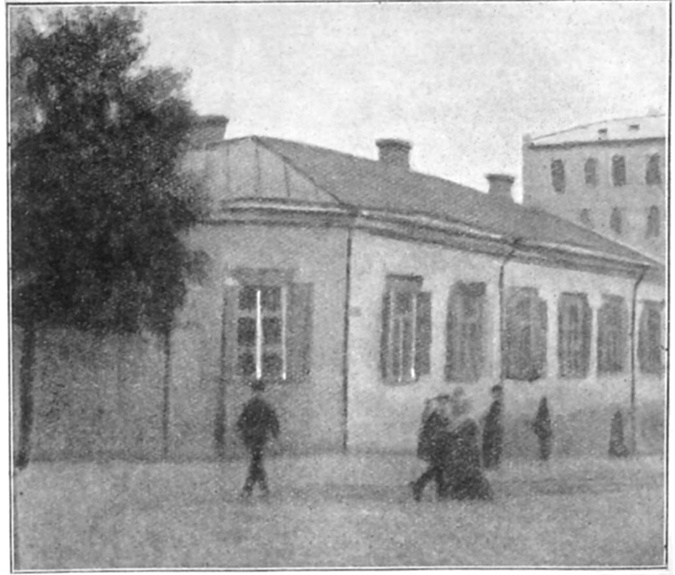
Дом, в котором проживала редакция «Киевлянина» (не сохранился). Фото 1910-х годов

Типография и редакция газеты располагались в трёхэтажном здании на углу улиц Караваевской и Кузнечной. Семья Шульгиных проживала в соседнем «одноэтажном особнячке». В советское время комплекс зданий был разрушен и на его месте построено иное строение.

## Возобновление издания в конце XX века
Издание газеты было возобновлено в Киеве в конце 1990-х годов. Но, в отличие от ещё одного бренда с историей — газеты Кіевскій телеграфъ, в 2005 году, после «оранжевой революции», было снова прекращено.